# Morus rotundiloba
Morus rotundiloba är en mullbärsväxtart som beskrevs av Gen-Iti Koidzumi. Morus rotundiloba ingår i släktet mullbär, och familjen mullbärsväxter. Inga underarter finns listade i Catalogue of Life.